# Thủy điện Đăk Đoa
Thủy điện Đăk Đoa là thủy điện xây dựng trên dòng Ia Krom tại vùng đất
xã Đăk Sơ Mei và Đăk Krong huyện Đăk Đoa tỉnh Gia Lai, Việt Nam .
Thủy điện Đăk Đoa có công suất lắp máy 14 MW với 2 tổ máy, khởi công năm 2007, hoàn thành năm 2011.

## Ia Krom
Sông Ia Krom, còn gọi là sông Đắk Pơ Tang, là phụ lưu của sông Đăk Bla trong lưu vực sông Sê San.
Ia Krom khởi nguồn từ các suối ở xã A Dơk 13°56′10″B 108°04′48″Đ / 13,936081°B 108,079882°Đ, chảy về hướng bắc.
Qua xã Hà Tây huyện Chư Păh thì sông đổ vào sông Đăk Bla 14°19′01″B 108°05′20″Đ / 14,316913°B 108,0889°Đ.

## Chỉ dẫn
1. ↑  Trong tiếng các dân tộc thuộc nhóm ngôn ngữ Môn-Khmer ở Tây Nguyên và trong tiếng Việt cổ (trước thế kỷ 16, xem Chữ Nôm) thì "đăk" có nghĩa là nước, sông, suối, còn "krông" có nghĩa là sông.